# Beaudesert (Australia)
Beaudesert – miasto w Australii, w stanie Queensland.